# Jon Olsen
Jon Olsen (Jonesboro, Estats Units 1969) és un nedador nord-americà, ja retirat, guanyador de cinc medalles olímpiques.

## Biografia
Va néixer el 25 d'abril de 1969 a la ciutat de Jonesboro, població situada a l'estat nord-americà d'Arkansas.

## Carrera esportiva
Especialista en crol, va participar als 23 anys en els Jocs Olímpics d'Estiu de 1992 celebrats a Barcelona (Catalunya), on va aconseguir guanyar la medalla d'or en les proves dels relleus 4x100 metres lliures i relleus 4x100 metres estils, així com la medalla de bronze en els relleus 4x200 metres lliures. En aquests Jocs participà també en la prova dels 100 metres lliures, on finalitzà quart, aconseguint guanyar així un diploma olímpic.
Posteriorment va participar en els Jocs Olímpics d'Estiu de 1996 realitzats a Atlanta (Estats Units), on va aconseguir revalidar la seva medalla d'or en els relleus 4x100 metres lliures i guanyà una nova medalla d'or en els relleus 4x200 metres lliures.
Al llarg de la seva carrera ha guanyat dues medalles d'or al Campionat del Món de natació; tres medalles en el Campionat del Món de natació en piscina curta, una d'elles d'or; quatre medalles als Jocs Panamericans, tres d'elles d'or; i dotze medalles als Campionats de Natació Pan Pacific, deu d'elles d'or.